# Phragmatobia parvula
Phragmatobia parvula là một loài bướm đêm thuộc phân họ Arctiinae, họ Erebidae.